# ヒュスタスペス
ヒュスタスペス（古代ギリシア語: ῾Υστάσπης ヒュスタスペース、古代ペルシア語: Vištāspa ウィシュタースパ）は、アケメネス朝の人物で、ダレイオス1世の父。

## 名称
ウィシュタースパという名前は、伝統的に višta-（臆病な） + aspa（馬）で、「臆病な馬を持つ」という意味に解釈されているが、人名として妥当な解釈とは考えづらい。

## 人物
ベヒストゥン碑文によると、ヒュスタスペス（ウィシュタースパ）はダレイオス1世の父で、アルサメス（アルシャーマ）の子であった。ダレイオス1世が即位したときに、ヒュスタスペスはパルティアにあり、乱を起こしたパルティア人と戦った。ダレイオスはヒュスタスペスに援軍を送り、乱を平定した。
ヘロドトス『歴史』によると、ヒュスタスペスはアケメネス家の人でアルサメスの子であり、ダレイオスはその長男だった。ほかの息子にはアルタバノス・アルタプレネス・アルタネスらがあった。ヒュスタスペスはキュロス2世のマッサゲタイ征伐に参加していた。
別にダレイオス1世の子にもヒュスタスペスという名の者がいる。

## ゾロアスター教の人物
ゾロアスター教の文書では、ウィーシュタースパをザラスシュトラを庇護した王の名とする。この王の父はアルワト・アスパ（Aurvat̰aspa、「速い馬を持つ」）であるなど、ダレイオスの父とは異なる点も多いが、同名であることから古くから両者を同一視することが行われた。古くは4世紀のアンミアヌス・マルケリヌスの『歴史』23.6.32 に見える。